# 유오 (가수)
유오(본명: 권용현, 1996년 12월 18일 ~ )은 대한민국의 보이그룹 일급비밀, XEED의 멤버였다. 일급비밀 활동 당시에는 본명인 용현으로, XEED 활동 시절에는 예명인 유오로 활동하였으며 2022년 6월부터 2023년 6월까지 캐리소프트 캐리티비에서 활동하였다.